# Красноярское (Великобурлукский район)
Красноярское (укр. Красноярське), поселок, 
Хатненский сельский совет,
Великобурлукский район,
Харьковская область.
Код КОАТУУ — 6321485103. Население по переписи 2001 г. составляет 20 (9/11 м/ж) человек.

## Географическое положение
Посёлок Красноярское находится в 3-х км от реки Великий Бурлук и села Шевченково.
Рядом с селом небольшой лесной массив урочище Должик (дуб), по селу протекает персыхающий ручей на котором сделано запруду.

## История
- 1900 - дата основания.

## Экономика
- В селе есть молочно-товарная ферма.